# Оседе, Дерик
Дерик Оседе Прието (исп. Derik Osede Prieto; 21 февраля 1993, Мадрид) — испанский футболист, защитник финского клуба «Интер Турку». Чемпион Европы в возрастной категории до 19 лет.

## Клубная карьера
Дерик начинал заниматься футболом в детской команде «Санта Ана». В 2002 году юный игрок вошёл в систему мадридского «Реала» и впоследствии прошёл через все детско-юношеские команды клуба. За третью команду «Реала» он дебютировал в сезоне 2011/12, став важным членом команды как на поле, так и в раздевалке. «Реал Мадрид С» вышел в Сегунду Б не без помощи Дерика. Сезон 2012/13 игрок в основном проводит в составе третьей команды «Реала», изредка появляясь на скамейке запасных «Кастильи». 7 июля 2015 года, игрок перешёл в «Болтон Уондерерс».

## Карьера в сборной

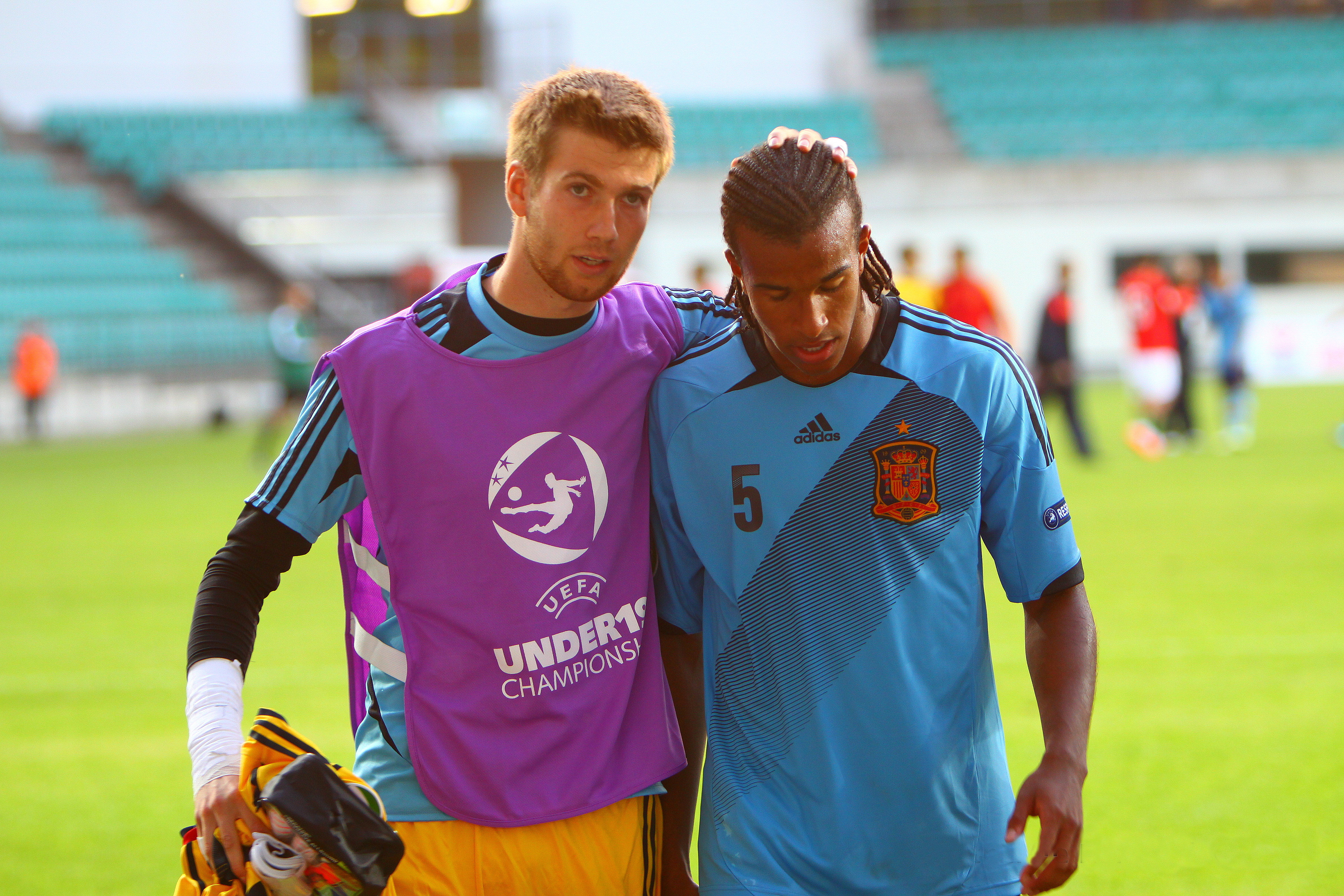
Дерик Оседе и Адриан Ортола после встречи с юношеской сборной Португалии

В 2009 году Дерик был вызван в сборную Испании (до 17 лет), за которую провёл три матча. В 2011 году защитник провёл три встречи за сборную Испании до 18 лет. В 2012 году он был приглашён в сборную Испании (до 19 лет), в составе которой поехал на первенство Европы, проходившее в Эстонии. На турнире Дерик провёл пять матчей и забил гол в матче группового этапа со сборной Греции, а его сборная в шестой раз стала чемпионом Европы в возрастной категории до 19 лет. Всего за сборную Испании (до 19 лет) у Дерика девять встреч и один забитый мяч.

## Достижения
- Победитель чемпионата Европы (до 19 лет): 2012